# Elita Kļaviņa
Elita Kļaviņa (Jēkabpils, 3 november 1966) is een Lets actrice. Zij is actief sinds 1991.

## Filmografie
- Mērnieku laiki, 1991
- Līduma dūmi (televisieprogramma), 1992
- Tumsas puķe (televisieprogramma), 1998
- Paslēpes, 2001
- Pa ceļam aizejot, 2002
- Tumšie brieži, 2006
- Rīgas sargi, 2007
- Офицеры 2: Все будет хорошо (Ofitsery 2: Vsjo boedet chorosjo) (televisieserie), 2009